# Wiktor Pasicznyk
Wiktor Wiktorowycz Pasicznyk (ukr. Віктор Вікторович Пасічник; ur. 2 grudnia 1992) – ukraiński kombinator norweski, uczestnik Zimowych Igrzysk Olimpijskich 2014 oraz Zimowych Igrzysk Olimpijskich 2018.
Wiktor Pasicznyk uprawia kombinację norweską, sporadycznie startując w zawodach międzynarodowych niższej rangi w skokach narciarskich i biegach narciarskich.

## Osiągnięcia

### Igrzyska olimpijskie
| Miejsce | Dzień     | Rok  | Miejscowość | Konkurencja           | Wynik zwycięzcy | Strata      | Zwycięzca]      |
| ------- | --------- | ---- | ----------- | --------------------- | --------------- | ----------- | --------------- |
| 42.     | 12 lutego | 2014 | Soczi       | Gundersen HS106/10 km | 23:50,2 min     | +3:41,3 min | Eric Frenzel    |
| 30.     | 18 lutego | 2014 | Soczi       | Gundersen HS140/10 km | 23:27.5 min     | +2:10.1 min | Jørgen Gråbak   |
| 30.     | 14 lutego | 2018 | Pjongczang  | Gundersen HS109/10 km | 24:51,4 min     | +2:54,7 min | Eric Frenzel    |
| 23.     | 20 lutego | 2018 | Pjongczang  | Gundersen HS140/10 km | 23:52,5 min     | +2:47,1 min | Johannes Rydzek |

### Mistrzostwa świata
| Miejsce | Dzień     | Rok  | Miejscowość      | Konkurencja                     | Wynik zwycięzcy | Strata      | Zwycięzca           |
| ------- | --------- | ---- | ---------------- | ------------------------------- | --------------- | ----------- | ------------------- |
| 40.     | 22 lutego | 2013 | Val di Fiemme    | Gundersen HS106/10 km           | 29:13,2 min     | +2:58,9 min | Jason Lamy Chappuis |
| 35.     | 28 lutego | 2013 | Val di Fiemme    | Gundersen HS134/10 km           | 27:22,8 min     | +3:49,6 min | Eric Frenzel        |
| 14.     | 2 marca   | 2013 | Val di Fiemme    | Sprint drużynowy HS136/2x7,5 km | 35:37,9 min     | LAP         | Francja             |
| 44.     | 20 lutego | 2015 | Falun            | Gundersen HS100/10 km           | 26:38,9 min     | +4:13,5 min | Johannes Rydzek     |
| 40.     | 26 lutego | 2015 | Falun            | Gundersen HS134/10 km           | 22:45,8 min     | +3:27,9 min | Bernhard Gruber     |
| 12.     | 28 lutego | 2015 | Falun            | Sprint drużynowy HS134/2x7.5 km | 38:31,6 min     | +6:20,7 min | Francja             |
| 39.     | 24 lutego | 2017 | Lahti            | Gundersen HS100/10 km           | 26:19,6 min     | +3:08,8 min | Johannes Rydzek     |
| 30.     | 1 marca   | 2017 | Lahti            | Gundersen HS130/10 km           | 26:41,6 min     | +3:42,5 min | Johannes Rydzek     |
| 14.     | 3 marca   | 2017 | Lahti            | Sprint drużynowy HS130/2x7,5 km | 28:45,8 min     | LAP         | Niemcy              |
| 42.     | 22 lutego | 2019 | Seefeld in Tirol | Gundersen HS130/10 km           | 23:43,0 min     | +5:13,3 min | Eric Frenzel        |
| 13.     | 24 lutego | 2019 | Seefeld in Tirol | Sprint drużynowy HS130/2x7,5 km | 28:29,5 min     | LAP         | Niemcy              |
| 44.     | 28 lutego | 2019 | Seefeld in Tirol | Gundersen HS109/10 km           | 25:01,3 min     | +4:24,6 min | Jarl Magnus Riiber  |
| 46.     | 26 lutego | 2021 | Oberstdorf       | Gundersen HS106/10 km           | 23:01,2 min     | +7:02,0 min | Jarl Magnus Riiber  |
| 11.     | 28 lutego | 2021 | Oberstdorf       | Sztafeta HS106/4x5 km           | 43:57,7 min     | +8:46,0 min | Norwegia            |
| 43.     | 4 marca   | 2021 | Oberstdorf       | Gundersen HS137/10 km           | 23:11,1 min     | +8:59,3 min | Johannes Lamparter  |
| 12.     | 6 marca   | 2021 | Oberstdorf       | Sprint drużynowy HS137/2x7,5 km | 29:29,7 min     | LAP         | Austria             |

### Mistrzostwa świata juniorów
| Miejsce | Dzień       | Rok  | Miejscowość | Konkurencja           | Wynik zwycięzcy | Strata       | Zwycięzca            |
| ------- | ----------- | ---- | ----------- | --------------------- | --------------- | ------------ | -------------------- |
| 49.     | 27 stycznia | 2011 | Otepää      | Gundersen HS100/10 km | 26:37,7 min     | +6:18,4 min  | Johannes Rydzek      |
| 49.     | 29 stycznia | 2011 | Otepää      | Gundersen HS100/5 km  | 12:44,5 min     | +3:56,7 min  | Marjan Jelenko       |
| 22.     | 22 lutego   | 2012 | Erzurum     | Gundersen HS109/10 km | 26:50,8 min     | + 1:15,6 min | Mattia Runggaldier   |
| 30.     | 25 lutego   | 2012 | Erzurum     | Gundersen HS109/5 km  | 12:52,9 min     | + 1:37,8 min | Oeystein Granbu Lien |

### Puchar Świata

#### Miejsca w klasyfikacji generalnej
- sezon 2012/2013: niesklasyfikowany
- sezon 2013/2014: 60.
- sezon 2014/2015: nie brał udziału
- sezon 2015/2016: niesklasyfikowany
- sezon 2016/2017: niesklasyfikowany
- sezon 2017/2018: 57.
- sezon 2018/2019: 68.
- sezon 2019/2020: nie brał udziału
- sezon 2020/2021: niesklasyfikowany
- sezon 2021/2022: niesklasyfikowany

#### Miejsca w poszczególnych konkursach Pucharu Świata
| Sezon 2012/2013 |                                 |                                |                              |                              |                                |                                |                                |                                |                                |                                 |                              |                              |                              |                              |                                |                                |                            |                              |                              |                            |                           |                           |        |        |        |        |        |        |    |    |
| Lillehammer - Gundersen 10km | Lillehammer - Penalty Race 10km | Ruka - Gundersen 10km          | Ramsau - Gundersen 10km      | Ramsau - Gundersen 10km      | Schonach - Gundersen 10km      | Chaux-Neuve - Gundersen 10km   | Seefeld - Gundersen 10km       | Seefeld - Gundersen 10km       | Klingenthal - Gundersen 10km   | Klingenthal - Penalty Race 10km | Soczi - Gundersen 10km       | Ałmaty - Gundersen 10km      | Ałmaty - Gundersen 10km      | Lahti - Gundersen 10km       | Oslo - Gundersen 10km          | Oslo - Gundersen 10km          | punkty                     | punkty                       | punkty                       | punkty                     | punkty                    | punkty                    | punkty | punkty | punkty |        |        |        |    |    |
| - | -                               | -                              | -                            | -                            | -                              | -                              | -                              | -                              | DNS                            | DNS                             | q                            | 36                           | 34                           | -                            | -                              | -                              | 0                          | 0                            | 0                            | 0                          | 0                         | 0                         | 0      | 0      | 0      |        |        |        |    |    |
| Sezon 2013/2014 |                                 |                                |                              |                              |                                |                                |                                |                                |                                |                                 |                              |                              |                              |                              |                                |                                |                            |                              |                              |                            |                           |                           |        |        |        |        |        |        |    |    |
| Ruka – Gundersen 10km | Lillehammer – Gundersen 10km    | Lillehammer – Gundersen 10km   | Ramsau – Gundersen 10km      | Schonach – Gundersen 10km    | Schonach – Gundersen 10km      | Czajkowski – Gundersen 10km    | Czajkowski – Gundersen 10km    | Chaux-Neuve – Gundersen 10km   | Seefeld – Gundersen 5km        | Seefeld – Gundersen 10km        | Seefeld – Gundersen 15km     | Oberstdorf – Gundersen 10km  | Lahti – Gundersen 10km       | Trondheim – Gundersen 10km   | Oslo – Gundersen 10km          | Falun – Gundersen 10km         | punkty                     | punkty                       | punkty                       | punkty                     | punkty                    | punkty                    | punkty | punkty | punkty |        |        |        |    |    |
| 37 | 42                              | 25                             | -                            | -                            | -                              | DNF                            | 19                             | DNF                            | -                              | -                               | -                            | -                            | -                            | -                            | -                              | -                              | 18                         | 18                           | 18                           | 18                         | 18                        | 18                        | 18     | 18     | 18     |        |        |        |    |    |
| Sezon 2015/2016 |                                 |                                |                              |                              |                                |                                |                                |                                |                                |                                 |                              |                              |                              |                              |                                |                                |                            |                              |                              |                            |                           |                           |        |        |        |        |        |        |    |    |
| Lillehammer – Gundersen 10km | Lillehammer – Gundersen 10km    | Ramsau – Gundersen 10km        | Ramsau – Gundersen 10km      | Chaux-Neuve – Gundersen 10km | Chaux-Neuve – Gundersen 10km   | Seefeld – Gundersen 5km        | Seefeld – Gundersen 10km       | Seefeld – Gundersen 15km       | Oslo – Gundersen 15km          | Trondheim – Gundersen 10km      | Trondheim – Gundersen 10km   | Lahti – Gundersen 10km       | Lahti – Gundersen 10km       | Kuopio – Gundersen 10km      | Val di Fiemme – Gundersen 10km | Val di Fiemme – Gundersen 10km | Schonach – Gundersen 10km  | Schonach – Gundersen 15km    | punkty                       | punkty                     | punkty                    | punkty                    | punkty |        |        |        |        |        |    |    |
| - | -                               | DNF                            | 35                           | -                            | -                              | 52                             | -                              | -                              | -                              | -                               | -                            | -                            | -                            | -                            | -                              | -                              | -                          | -                            | 0                            | 0                          | 0                         | 0                         | 0      | 0      | 0      | 0      | 0      |        |    |    |
| Sezon 2016/2017 |                                 |                                |                              |                              |                                |                                |                                |                                |                                |                                 |                              |                              |                              |                              |                                |                                |                            |                              |                              |                            |                           |                           |        |        |        |        |        |        |    |    |
| Ruka – Gundersen 10km | Ruka – Gundersen 10km           | Lillehammer – Gundersen 10km   | Lillehammer – Gundersen 10km | Ramsau – Gundersen 10km      | Ramsau – Gundersen 10km        | Lahti – Gundersen 10km         | Lahti – Gundersen 10km         | Val di Fiemme – Gundersen 10km | Val di Fiemme – Gundersen 10km | Chaux-Neuve – Gundersen 10km    | Chaux-Neuve – Gundersen 10km | Seefeld – Gundersen 5km      | Seefeld – Gundersen 10km     | Seefeld – Gundersen 15km     | Pjongczang – Gundersen 10km    | Pjongczang – Gundersen 10km    | Sapporo – Gundersen 10km   | Sapporo – Gundersen 10km     | Oslo – Gundersen 10km        | Trondheim – Gundersen 10km | Schonach – Gundersen 10km | Schonach – Gundersen 15km | punkty |        |        |        |        |        |    |    |
| - | -                               | -                              | -                            | -                            | -                              | -                              | -                              | 34                             | 41                             | -                               | -                            | -                            | -                            | -                            | -                              | -                              | -                          | -                            | -                            | -                          | -                         | -                         | 0      |        |        |        |        |        |    |    |
| Sezon 2017/2018 |                                 |                                |                              |                              |                                |                                |                                |                                |                                |                                 |                              |                              |                              |                              |                                |                                |                            |                              |                              |                            |                           |                           |        |        |        |        |        |        |    |    |
| Ruka – Gundersen 5km | Ruka – Gundersen 10km           | Ruka – Gundersen 10km          | Lillehammer – Gundersen 10km | Ramsau – Gundersen 10km      | Ramsau – Gundersen 10km        | Val di Fiemme – Gundersen 10km | Val di Fiemme – Gundersen 10km | Chaux-Neuve – Gundersen 10km   | Seefeld – Gundersen 5km        | Seefeld – Gundersen 10km        | Seefeld – Gundersen 15km     | Hakuba – Gundersen 10km      | Hakuba – Gundersen 10km      | Lahti – Gundersen 10km       | Oslo – Gundersen 10km          | Trondheim – Gundersen 10km     | Trondheim – Gundersen 10km | Klingenthal – Gundersen 10km | Klingenthal – Gundersen 10km | Schonach – Gundersen 10km  | Schonach – Gundersen 15km | punkty                    | punkty | punkty | punkty | punkty |        |        |    |    |
| q | 47                              | 41                             | -                            | 45                           | DNF                            | q                              | q                              | 42                             | -                              | -                               | -                            | 16                           | DNF                          | -                            | -                              | -                              | -                          | q                            | DNF                          | q                          | -                         | 15                        | 15     | 15     | 15     | 15     | 15     | 15     | 15 | 15 |
| Sezon 2018/2019 |                                 |                                |                              |                              |                                |                                |                                |                                |                                |                                 |                              |                              |                              |                              |                                |                                |                            |                              |                              |                            |                           |                           |        |        |        |        |        |        |    |    |
| Ruka – Gundersen 10km | Lillehammer – Gundersen 5km     | Lillehammer – Bieg masowy 10km | Lillehammer – Gundersen 10km | Ramsau – Gundersen 10km      | Ramsau – Gundersen 10km        | Otepää - Gundersen 10km        | Otepää - Gundersen 10km        | Val di Fiemme – Gundersen 10km | Val di Fiemme – Gundersen 10km | Chaux-Neuve – Gundersen 5km     | Chaux-Neuve – Gundersen 10km | Chaux-Neuve – Gundersen 15km | Trondheim – Gundersen 10km   | Trondheim – Gundersen 10km   | Klingenthal – Gundersen 10km   | Klingenthal – Gundersen 10km   | Lahti – Gundersen 10km     | Oslo – Gundersen 10km        | Schonach – Gundersen 10km    | Schonach – Gundersen 15km  | punkty                    | punkty                    | punkty | punkty | punkty |        |        |        |    |    |
| - | 30                              | 41                             | 38                           | DNS                          | DNS                            | 39                             | 45                             | 43                             | 40                             | -                               | -                            | -                            | -                            | -                            | -                              | -                              | -                          | -                            | -                            | -                          | 1                         | 1                         | 1      | 1      | 1      | 1      | 1      | 1      | 1  |    |
| Sezon 2020/2021 |                                 |                                |                              |                              |                                |                                |                                |                                |                                |                                 |                              |                              |                              |                              |                                |                                |                            |                              |                              |                            |                           |                           |        |        |        |        |        |        |    |    |
| Ruka – Gundersen 5km | Ruka – Gundersen 10km           | Ruka – Gundersen 10km          | Ramsau – Gundersen 10km      | Ramsau – Gundersen 10km      | Val di Fiemme – Gundersen 10km | Val di Fiemme – Gundersen 10km | Lahti – Gundersen 10km         | Seefeld – Gundersen 5km        | Seefeld – Gundersen 10km       | Seefeld – Gundersen 15km        | Klingenthal – Gundersen 10km | Klingenthal – Gundersen 10km | Klingenthal – Gundersen 10km | Klingenthal – Gundersen 10km | punkty                         | punkty                         | punkty                     | punkty                       | punkty                       | punkty                     | punkty                    | punkty                    | punkty |        |        |        |        |        |    |    |
| - | -                               | -                              | q                            | 50                           | -                              | -                              | -                              | -                              | -                              | -                               | -                            | -                            | -                            | -                            | 0                              | 0                              | 0                          | 0                            | 0                            | 0                          | 0                         | 0                         | 0      |        |        |        |        |        |    |    |
| Sezon 2021/2022 |                                 |                                |                              |                              |                                |                                |                                |                                |                                |                                 |                              |                              |                              |                              |                                |                                |                            |                              |                              |                            |                           |                           |        |        |        |        |        |        |    |    |
| Ruka – Gundersen 5km | Ruka – Gundersen 10km           | Ruka – Gundersen 10km          | Lillehammer – Gundersen 10km | Otepää - Start masowy 10km   | Otepää - Gundersen 10km        | Ramsau – Gundersen 10km        | Ramsau – Gundersen 10km        | Val di Fiemme – Gundersen 10km | Val di Fiemme – Gundersen 10km | Klingenthal – Gundersen 10km    | Klingenthal – Gundersen 10km | Seefeld – Gundersen 7,5km    | Seefeld – Gundersen 10km     | Seefeld – Gundersen 12,5km   | Lahti – Gundersen 10km         | Oslo – Gundersen 10km          | Oslo – Gundersen 10km      | Schonach – Gundersen 10km    | Schonach – Gundersen 10km    | punkty                     | punkty                    | punkty                    | punkty | punkty | punkty | punkty | punkty | punkty |    |    |
| 50 | q                               | DNF                            | -                            | -                            | -                              | -                              | -                              | q                              | 44                             | q                               | q                            | -                            | -                            | -                            | -                              | -                              | -                          | -                            | -                            | 0                          | 0                         | 0                         | 0      | 0      | 0      | 0      | 0      | 0      |    |    |
| Legenda |                                 |                                |                              |                              |                                |                                |                                |                                |                                |                                 |                              |                              |                              |                              |                                |                                |                            |                              |                              |                            |                           |                           |        |        |        |        |        |        |    |    |
| 1 2 3 4-10 11-30 poniżej 30 - – zawodnik nie wystartował q – zawodnik nie zakwalifikował się DNF – zawodnik nie ukończył biegu DNS – zawodnik nie wystartował do biegu |                                 |                                |                              |                              |                                |                                |                                |                                |                                |                                 |                              |                              |                              |                              |                                |                                |                            |                              |                              |                            |                           |                           |        |        |        |        |        |        |    |    |

### Puchar Kontynentalny

#### Miejsca w klasyfikacji generalnej
- sezon 2010/2011: 96.
- sezon 2011/2012: 85.
- sezon 2012/2013: 36.
- sezon 2013/2014: 57.
- sezon 2014/2015: 78.
- sezon 2015/2016: 69.
- sezon 2016/2017: 38.
- sezon 2017/2018: niesklasyfikowany
- sezon 2018/2019: 76.
- sezon 2019/2020: nie brał udziału
- sezon 2020/2021: 88.
- sezon 2021/2022: 67.

### Letnie Grand Prix

#### Miejsca w klasyfikacji generalnej
- 2012: 58.
- 2013: niesklasyfikowany
- 2014: nie brał udziału
- 2015: niesklasyfikowany
- 2016: niesklasyfikowany
- 2017: (45.)[d]
- 2018: nie brał udziału
- 2019: nie brał udziału
- 2021: niesklasyfikowany